# Abrotelia
Abrotelia (grec antic: Αβροτέλεια, Abrotéleia; Tàrent, fl. segle v aC) fou una filòsofa grega de l'escola pitagòrica.
No es tenen gaires dades sobre la seva biografia. Visqué al segle v aC, era filla d'Abroteles i natural de la ciutat de Tàrent, aleshores una de les colònies de la Magna Grècia. Destaca pel fet de ser una filòsofa pitagòrica, una de les més de quinze dones citades pel filòsof Iàmblic de Calcis a la seva obra De vita Pythagorica com les més il·lustres dones pitagòriques, i com a principals sostenidores de l'escola pitagòrica. A banda de les poques dades, no fou redescoberta, juntament amb moltes altres dones filòsofes, fins al segle xvii, de la mà de l'estudiós francès Gilles Ménage, que publicà un catàleg amb fragments de textos antics.